# Осипов, Константин Павлович
Константи́н Па́влович О́сипов (1896—1919) — комиссар по военным делам (военный министр) Туркестанской республики, возглавивший антисоветский мятеж в Ташкенте в январе 1919 года.

## Биография
Константин Павлович Осипов родился в 1896 году в Красноярске. До призыва в армию учился в красноярском землемерном училище. Член РСДРП(б) с 1913 года.
С начала Первой мировой войны два года служил в запасном полку, затем был командирован в 4-ю Московскую школу прапорщиков. По её окончании прапорщик Осипов, как лучший курсант выпуска, был оставлен в ней преподавателем. В конце 1916 года получил назначение в Туркестан. В начале 1917 года он проходил службу адъютантом у генерала Полонского в Скобелеве. Февральскую революцию принял с энтузиазмом. В октябре 1917 года он стал членом Совета солдатских депутатов. В феврале 1918 года разгромил Кокандскую автономию, а позже разоружил белоказаков полковника Зайцева под Самаркандом. В итоге в 22 года красный командир стал военным комиссаром Туркестанской республики.
18-23 января 1919 году в Ташкенте под руководством Константина Осипова произошёл вооруженный мятеж, ставивший своей целью свержение советской власти в крае.
Во время мятежа Осипов действовал жёстко и бескомпромиссно, лично отдав приказ о расстреле видных советских и партийных работников, захваченных мятежниками в самом начале своего вооружённого выступления. На улицах города развернулись уличные бои, и в начале мятежникам сопутствовал значительный успех. Однако ряд ключевых объектов — Ташкентские железнодорожные мастерские и Крепость захватить так и не удалось, что в итоге и предопределило неудачу мятежа. Активные действия, предпринятые оставшимися советскими руководителями, в том числе руководством Ташкентских железнодорожных мастерских, начальника старогородской дружины Бабаджанова и в наибольшей степени — командующего гарнизоном Ташкентской крепости, левого эсера Ивана Белова, который начал обстрел из орудий крепости штаба заговорщиков, казарм 2-го стрелкового полка, сорвали планы руководителей мятежа.
После провала мятежа Константин Осипов с соратниками ушёл из города Ташкента в направлении Чимкента, а затем, совершив манёвр, в сторону Чимгана, предварительно забрав из городского банка все наличные средства в бумажной валюте и в золоте. Победители преследовали ушедших из города мятежников, а затем провели массовые «зачистки», допросы и расстрелы в городе.
Последний бой мятежников с их преследователями произошёл в заснеженных горах, в отрогах Пскемского хребта у кишлака Карабулак. В самом кишлаке после обыска нашли часть средств, вывезенных мятежниками из банка — в бумажной валюте. Золота и самого руководителя мятежа Константина Осипова, победителям захватить не удалось.
Вначале советские следственные органы сочли Осипова погибшим под снежной лавиной, однако через некоторое время он появился в Ферганской долине в отрядах, ведущих вооружённую борьбу с советской властью в крае. После ряда неудачных сражений с советскими войсками Константин Осипов перебрался в Бухару и стал сотрудничать с эмиром. Поскольку формально Бухарский эмират был независимым государственным образованием, то по дипломатическим каналам советское правительство Туркреспублики из Ташкента стало настойчиво требовать от эмира выдачи Константина Осипова и его соратников. Под давлением властей Ташкента некоторые соратники Осипова были выданы советским властям, но не сам Осипов.
В воспоминаниях князя Искандера написано, что Осипов был убит одним из своих соратников с целью ограбления, когда Осипов направлялся на Ашхабадский фронт.
Ряд эпизодов того времени, связанных с судьбой Константина Осипова, впоследствии был положен в основу сценария фильмов о периоде борьбы за установление советской власти в Туркестанском крае — «Крушение эмирата», «Пламенные годы», «Пароль „Отель Регина“».
После фактического свержения власти эмира бухарского частями Красной Армии в 1920 году сам правитель Бухары бежал в Афганистан, где, по некоторым непроверенным сведениям, еще в 1926 году в Кабуле видели и Константина Осипова.